# Actinopus
Actinopus Perty, 1833 è un genere di ragni appartenente alla famiglia Actinopodidae.

## Etimologia
Il nome deriva dal greco ἁκτίς, ἁκτἶνος, actìs, actìnos, cioè splendore, bagliore, lampo e ποὺς, ποδός, poùs, podòs, cioè piede, per le zampe che hanno un colore molto lucente e riflettente.

## Distribuzione
Il genere è diffuso in America meridionale: rinvenuto soprattutto in Brasile, Uruguay, Argentina, Panama e Trinidad.

## Tassonomia
Questo genere è considerato un sinonimo posteriore di Closterochilus Ausserer, 1871 e di Theragretes Ausserer, 1871 da uno studio dell'aracnologo Raven del 1985.
Attualmente, a dicembre 2012, si compone di 27 specie:
1. Actinopus caraiba (Simon, 1889) — Venezuela
2. Actinopus crassipes (Keyserling, 1891) — Brasile, Paraguay, Argentina
3. Actinopus cucutaensis Mello-Leitão, 1941 — Colombia
4. Actinopus dubiomaculatus Mello-Leitão, 1923 — Brasile
5. Actinopus echinus Mello-Leitão, 1949 — Brasile
6. Actinopus fractus Mello-Leitão, 1920 — Brasile
7. Actinopus harti Pocock, 1895 — Trinidad
8. Actinopus insignis (Holmberg, 1881) — Argentina
9. Actinopus liodon (Ausserer, 1875) — Uruguay
10. Actinopus longipalpis C. L. Koch, 1842 — Uruguay
11. Actinopus nattereri (Doleschall, 1871) — Brasile
12. Actinopus nigripes (Lucas, 1834) — Brasile
13. Actinopus paranensis Mello-Leitão, 1920 — Argentina
14. Actinopus pertyi Lucas, 1843 — Sudamerica
15. Actinopus piceus (Ausserer, 1871) — Brasile
16. Actinopus princeps Chamberlin, 1917 — Brasile
17. Actinopus pusillus Mello-Leitão, 1920 — Brasile
18. Actinopus robustus (O. P.-Cambridge, 1892) — Panama
19. Actinopus rojasi (Simon, 1889) — Venezuela
20. Actinopus rufibarbis Mello-Leitão, 1930 — Brasile
21. Actinopus rufipes (Lucas, 1834) — Brasile
22. Actinopus scalops (Simon, 1889) — Venezuela
23. Actinopus tarsalis Perty, 1833[2] — Brasile, Uruguay
24. Actinopus trinotatus Mello-Leitão, 1938 — Brasile
25. Actinopus valencianus (Simon, 1889) — Venezuela
26. Actinopus wallacei F. O. P.-Cambridge, 1896 — Brasile, Bolivia
27. Actinopus xenus Chamberlin, 1917 — Sudamerica

### Sinonimi
- Actinopus ceciliae Mello-Leitão, 1931; esemplari rinvenuti in Brasile e posti in sinonimia con A. crassipes (Keyserling, 1891), a seguito di un lavoro degli aracnologi Silva-Moreira, T. da, et al. del 2010[1].